# くりぃむしちゅーの掘れば掘るほどスゴイ人
『くりぃむしちゅーの掘れば掘るほどスゴイ人』（くりぃむしちゅーのほればほるほどスゴイひと）は、日本テレビ系列で2017年から不定期に放送していたスポーツを題材としたバラエティ番組。

## 概要
スポーツに関する誰もが知る一流アスリートの“本当の凄さ”に迫る特番。

## 放送日
| 回数  | 放送日時                             | 備考 |
| ----- | ------------------------------------ | ---- |
| 第1回 | 2017年9月4日（月曜日）21:00 - 22:54  |      |
| 第2回 | 2018年5月25日（金曜日）19:00 - 20:54 |      |
| 第3回 | 2019年9月16日（月曜日）21:00 - 22:54 |      |
| 第4回 | 2021年6月30日（水曜日）21:00 - 22:54 |      |

## 出演者

### 司会
- くりぃむしちゅー（上田晋也、有田哲平）

### アシスタント
- 芦田愛菜 - 第1回
- 水卜麻美（日本テレビアナウンサー）- 第2回以降

### ゲスト
| 回 | 放送日        | スタジオゲスト | アスリートゲスト                                           | 備考 |
| -- | ------------- | --- | ---------------------------------------------------------- | ---- |
| 1  | 2017年9月4日  | 大林素子、小倉優子、川口春奈、古閑美保、榊原郁恵、杉山愛、滝沢カレン、松嶋尚美、柳原可奈子                                         | 内村航平、松本薫、本田真凜、伊藤美誠、石川祐希、野口みずき |      |
| 2  | 2018年5月25日 | 明石家さんま、谷亮子、広瀬アリス、松嶋尚美、三田寛子、ゆりやんレトリィバァ、手越祐也（VTR出演）                                    | 平野美宇、姫野和樹、長友佑都、池江璃花子、羽生結弦         |      |
| 3  | 2019年9月16日 | 櫻井翔、賀来千香子、ガンバレルーヤ、桐谷美玲、畠山愛理、百田夏菜子、田中智美、レメキ恵梨佳/（VTR出演）相葉雅紀、児嶋一哉、飯尾和樹 | リーチマイケル                                             |      |
| 4  | 2021年6月30日 | （VTR出演）本仮屋ユイカ、前田瑞貴、藤岡真威人、白石美帆、村上佳菜子、神保悟志、吉田幸矢、番家天嵩、松井稜樹                        |                                                            |      |

## スタッフ
- 企画・演出：柳沢英俊（第2回は総合演出兼務）
- 構成：桜井慎一、橋本大介、はっしー橋本、小林清人、高梨由（桜井・小林・高梨→第4回）
- TM：木村博靖
- SW：松嶋賢一
- カメラ：高野信彦
- 音声：小境健太郎（第2回-）
- VE：天内理絵（第4回）
- 照明：粂野高央（第3回-）
- 美術プロデューサー：高津光一郎
- デザイン：熊崎真知子
- 音効：鈴木勉（第4回）、樋口謙
- TK：石島加奈子（第1,4回）
- CGタイトル：キャニットG
- 編集：川村真也（第4回）
- MA：大野夏希（第4回）
- 技術協力：NiTRO、ジャパンテレビ
- 美術協力：日テレアート
- 協力：読売新聞社、アフロ（共に第4回）
- リサーチ：中原祐
- デスク（第2回-）：近藤敦子（第3回-）、西條春奈（第4回）
- AP：難波容子（第4回）
- AD：保坂公貴、吉池朗、渡邊由奈（共に第4回）
- ディレクター：林真央
- ドラマ演出（第4回）：森田俊介、吉岡賢祐（共に第4回）
- 演出：三枝賢史（第4回）
- プロデューサー：荻野陽介、紀内良彦、秋山雅美、菅沼和美、柳喜祥（紀内・柳→第1回-、荻野→第2回-、秋山・菅沼→第4回、秋山→第1回は協力スタッフ）
- チーフプロデューサー：今井田彩（第3回-）
- 制作協力：厨子王（第4回）
- 製作著作：日本テレビ

### 過去のスタッフ
- 音声：勝又理行（第1回）
- VE：八木一夫（第1回）、渡邉佳寛（第2回）、片山雄斗（第3回）
- 照明：池長正宏（第1,2回）
- モニター：久保和也（第1回）、一曲雄太（第2回）、城生隆男（第3回）
- スロー：今井綾乃（第1回）
- 技術協力：CUE-UP（第1回）
- デザイン：高井美貴（第2回）
- 装置：赤木直樹（第1,2回）、長谷部健治（第3回）
- 電飾：佐久間康仁（第1回）、福地里花（第2,3回）
- 装飾：高橋吉彦（第1回）、今村文孝（第2回）、林孝一（第3回）
- 花飾（第3回）：原京子（第3回）
- メイク：家崎裕子（第1回）、林朋香（第2回）、小室あい（第3回）
- 編集：若宮慎也、生田目隼（共に第1回）、西井一浩、山本裕貴（共に第2回）、橋本治（第2,3回）、小松寛（第3回）/スタジオWELT（第3回、第2回まではMA兼務）
- MA：神山幸之（第1回）、古谷栄美（第1,2回）、小嶋雄介（第2回）、森川享佑（第3回）
- TK：山際慎子（第2回）、坂本幸子（第3回）
- 編成：武末大作（第1回）
- 宣伝：梅本大介（第1回）、鎌田淳平（第2,3回）
- デスク（第2回-）：御手洗万姫（第2,3回）、佐藤美希、矢羽々美紗子（共に第3回）
- リサーチ：高森雄幸（第2回）
- 制作進行：安田真弓（第1回）、加藤万紀子（第2回）
- コーディネーター（第2回）：NTV IC、MBA TURKEY（共に第2回）
- 協力プロデューサー：酒井基成（第1回）
- 協力スタッフ：亀崎未沙、佐野由起子（共に第1回）、海老澤明子（第2回）
- AD：飯塚郁弥、渡邉礼（第1回）、渡邊りさ、岡本亜美（共に第1,2回）、武田恭平、宮田椋太、黒田一徹（共に第2回）、小川裕香里（第2,3回）、堤駿介、横井啓人、森野宏紀、細田愛美、山田悠介、保立響（共に第3回）
- AP：檜山黄菜（第1,2回）、秋元動希、塚本和也（共に第3回）
- ディレクター：栁舘俊、新山潤（共に第1回）、藤本直樹、湯尾俊太、夛田雅人、山本健太（共に第1,2回）、長谷川たかし（第3回、第1回は孝名義、第2回はチーフディレクター）、石川直志（第1,3回、第2回は演出）、増田貴也（第1-3回）、築地敦史（第2,3回）、下村彩人、小倉卓、大杉悠介、寺嶋重人、半田悠（共に第3回）
- チーフディレクター：鈴木孝志（第1回）
- 演出：井田隆寛（第1,2回）、綾部健二（第3回）、遠藤寿寛（第3回、第1,2回はチーフディレクター）
- プロデューサー：増田泰洋（第1回）、石井博、津田裕子（共に第1,2回）、吉村真人（第1-3回）、土谷幸弘、栄永英幸、輿石将大（共に第2回）、村田聡子、仲田竜馬（共に第2,3回）、渡辺卓郎、井上伸正、神尾育代、岡本雄樹（共に第3回）
- チーフプロデューサー：木戸弘士（第1-3回）、松原正典（第2回）
- 制作協力：これから、柳家（共に第1,2回）、AX-ON（第1-3回）、passion（第2,3回）、創輝（第3回）